# Municipio de Rock Creek (Arkansas)
El municipio de Rock Creek (en inglés: Rock Creek Township) es un municipio ubicado en el condado de Searcy en el estado estadounidense de Arkansas. En el año 2010 tenía una población de 547 habitantes y una densidad poblacional de 3,98 personas por km².

## Geografía
El municipio de Rock Creek se encuentra ubicado en las coordenadas 36°1′19″N 92°29′48″O / 36.02194, -92.49667. Según la Oficina del Censo de los Estados Unidos, el municipio tiene una superficie total de 137.3 km², de la cual 137,05 km² corresponden a tierra firme y (0,18 %) 0,25 km² es agua.

## Demografía
Según el censo de 2010, había 547 personas residiendo en el municipio de Rock Creek. La densidad de población era de 3,98 hab./km². De los 547 habitantes, el municipio de Rock Creek estaba compuesto por el 97,81 % blancos, el 0,91 % eran amerindios y el 1,28 % eran de una mezcla de razas. Del total de la población el 0 % eran hispanos o latinos de cualquier raza.